# Різник Дмитро Григорович
Дмитро́ Григо́рович Різник (нар. 30 січня 1999, Андріївка, Полтавський район, Полтавська область) — український футболіст, воротар клубу «Шахтар» та збірної України. Чемпіон світу у складі збірної України U-20 (2019). Майстер спорту України міжнародного класу (2019).

## Клубна кар'єра
Народився в селі під Полтавою. Футболом розпочав займатися в складі академії «Ворскли». 10 травня 2019 року підписав свій перший контракт з полтавським клубом. У складі першої команди «Ворскли» 26 жовтня 2019 року в виїзному поєдинку 12-го туру Прем'єр-ліги проти луганської «Зорі» (0:4). Дмитро вийшов на поле в стартовому складі та відіграв увесь матч. За підсумками дебютного для себе сезону у команді став фіналістом Кубка України 2019/20.
На 38-й хвилині матчу 17-го туру української Прем'єр-ліги між «Рухом» і «Ворсклою» парирував пенальті. Цей пенальті став 5-м незабитим у його ворота Різника в сезоні 2021/22. Завдяки цьому Різник встановив рекорд внутрішньоукраїнського турніру, не пропустивши після п'ятьох поспіль пенальті.

## Збірна
Влітку 2018 року разом з юнацькою збірною України вирушив на чемпіонат Європи серед 19-річних до Фінляндії, де дійшов до півфіналу, проте на поле не виходив.
2019 року з командою до 20 років поїхав на молодіжний чемпіонат світу у Польщі, де став чемпіоном світу, але, будучи третім воротарем, також на поле не виходив.
За збірну України дебютував 11 листопада 2021 року в товариському матчі зі збірною Болгарії (1:1), вийшовши на заміну на 46-й хвилині замість Георгія Бущана, а у офіційних матчах дебютував 14 червня 2022 року в матчі Ліги націй УЄФА проти збірної Ірландії (1:1).

## Статистика виступів

### Статистика клубних виступів
Станом на 23 жовтня 2022 року
| Сезон             | Команда           | Чемпіонат         | Чемпіонат | Чемпіонат | Чемпіонат  | Кубок країни | Кубок країни | Кубок країни | Кубок країни | Континентальні кубки | Континентальні кубки | Континентальні кубки | Континентальні кубки | Інші змагання | Інші змагання | Інші змагання | Інші змагання | Усього | Усього | Усього     |
| Сезон             | Команда           | Ліга              | Ігор      | Голів     | Сухі матчі | Ліга         | Ігор         | Голів        | Сухі матчі   | Ліга                 | Ігор                 | Голів                | Сухі матчі           | Ліга          | Ігор          | Голів         | Сухі матчі    | Ігор   | Голів  | Сухі матчі |
| ----------------- | ----------------- | ----------------- | --------- | --------- | ---------- | ------------ | ------------ | ------------ | ------------ | -------------------- | -------------------- | -------------------- | -------------------- | ------------- | ------------- | ------------- | ------------- | ------ | ------ | ---------- |
| 2019/2020         | «Ворскла»         | УПЛ               | 14        | -19       | 4          | КУ           | 4            | -2           | 2            | —                    | —                    | —                    | —                    | —             | —             | —             | —             | 18     | -21    | 6          |
| 2020/2021         | «Ворскла»         | УПЛ               | 24        | -28       | 7          | КУ           | 1            | -1           | 0            | —                    | —                    | —                    | —                    | —             | —             | —             | —             | 25     | -29    | 7          |
| 2021/2022         | «Ворскла»         | УПЛ               | 17        | -17       | 7          | КУ           | 1            | -1           | 0            | ЛК                   | 2                    | -5                   | 0                    | —             | —             | —             | —             | 20     | -23    | 7          |
| 2022/2023         | «Ворскла»         | УПЛ               | 9         | -14       | 2          | —            | —            | —            | —            | ЛК                   | 2                    | -4                   | 0                    | —             | —             | —             | —             | 11     | -18    | 2          |
| Всього за кар'єру | Всього за кар'єру | Всього за кар'єру | 66        | -78       | 20         | —            | 6            | -4           | 2            | —                    | 4                    | -9                   | 0                    | —             | 0             | 0             | 0             | 74     | -91    | 22         |

### Статистика виступів за збірну
Станом на 7 червня 2025 року
| Дата       | Місто   | Господарі | Результат | Гості    | Турнір                               | Голи | Примітки |
| ---------- | ------- | --------- | --------- | -------- | ------------------------------------ | ---- | -------- |
| 11-11-2021 | Одеса   | Україна   | 1 – 1     | Болгарія | товариський матч                     | —    | 45'      |
| 14-06-2022 | Лодзь   | Україна   | 1 – 1     | Ірландія | Ліга націй УЄФА 2022—2023 - 1-й етап | -1   |          |
| 07-06-2025 | Торонто | Канада    | 4 – 2     | Україна  | товариський матч                     | -1   | 66'      |
| Усього     |         | Матчів    | 3         |          | Голів                                | -2   |          |

## Досягнення
- Чемпіон світу серед молодіжних команд: 2019
- Фіналіст Кубка України: 2019/20

«Шахтар»
- Чемпіон України: 2023/24
- Володар Кубка України: 2023/24, 2024/25

## Нагороди
- Орден «За заслуги» III ст. (2019)[8]